# Ratpenat d'espatlles grogues de De La Torre
El ratpenat d'espatlles grogues de De La Torre (Sturnira magna) és una espècie de ratpenat de la família dels fil·lostòmids. Viu a Bolívia, el Brasil, Colòmbia, l'Equador i el Perú. El seu hàbitat natural són zones humides i els boscos tropicals de fulla perenne, boscos de terres baixes i en les zones de muntanya. No hi ha cap amenaça significativa per a la supervivència d'aquesta espècie, tot i que està afectada pels cultius il·lícits a Colòmbia. A Bolívia, els hàbitats de boscos montans es veuen amenaçats. A Bolívia, l'espècie es considera vulnerable.